# Попадия
 Тази статия е за селото в Северна Македония.  За бившето село в Леринско, Гърция, вижте Попадия (Леринско).  
Попадия (на македонска литературна норма: Попадија) е село в Северна Македония, част от община Чашка.

## География
Селото е разположено в областта Клепа югозападно от град Велес.

## История
В църквата „Свети Никола“ са запазени иконописни дела от XVII век.

В XIX век Попадия е чисто българско село във Велешка кааза, Нахия Азот на Османската империя. През 60-те години на XIX век в селото се води остра борба между привърженици на Цариградската патриаршия и Българската униатска църква. Викторен Галабер, който посещава селото през септември 1866 година заедно с епископ Рафаил Попов, пише, че след като цялото село е станало униатско, две къщи се отделят, следвани от още четири, а накрая верни на унията остават само 10. Водач на униатите е поп Цветко (Светко, Свелко). Галабер предава и думите на ръководителя на лазаристката мисия в Битола, Жозеф Льопевек по повод на настроенията в Попадия:
| „ | Г-н Льопавек ми признава, че повечето българи са много невежи, за да бъдат действително конвертирани, те лесно напускат както православната църква, за да се върнат в католическата, така и последната, за да влязат отново в схизмата... Той още се надява, че селяните на Попадия ще се върнат към унията, тъй като са заявили, че ако дойде епископът, те ще бъдат католици, както по-рано... | “ |

 При посещението на Попов, въпреки противодействието на велешкия цариградски владика Антим, който изпраща на място поп Димо от Никодим, 33 от общо 50 глави на семейства се записват като униати. Според Галабер по това време селото има 119 жители, без жените.
В „Етнография на вилаетите Адрианопол, Монастир и Салоника“, издадена в Константинопол в 1878 година и отразяваща статистиката на населението от 1873 г., Попадия (Popadia) е посочено като село с 48 домакинства и 215 жители българи. Според статистиката на Васил Кънчов („Македония. Етнография и статистика“) в края на XIX век Попадия има 550 жители българи християни.
Жителите му в началото на века са под върховенството на Българската екзархия – според статистиката на секретаря на Екзархията Димитър Мишев („La Macédoine et sa Population Chrétienne“) в 1905 година в Попадия живеят 640 българи екзархисти.
При избухването на Балканската война в 1912 година 3 души от Попадия са доброволци в Македоно-одринското опълчение.
След Междусъюзническата война в 1913 година селото попада в Сърбия.
На етническата си карта от 1927 година Леонард Шулце Йена показва Попадия (Popadija) като българско християнско село.

## Личности
Родени в Попадия
- Арсо Попцветков, български революционер от ВМОРО, ръководител на местния комитет, убит в Прилеп от сърбите[9]
- Велко Апостолов Попадийски (? – 1908), български революционер
- Никола (Кольо) Лазов, български революционер от ВМОРО, четник на Панчо Константинов,[10] и на Иван Наумов Алябака[11] заловен на 18 декември 1903 година  „по време на сблъсъка с военна част, станал край велешкото село Къпиново, докато кръстосвал с четата, към която се присъединил с бунтовнически намерения“, българин, православен, осъден на доживотна каторга, лежал в Скопския затвор, амнистиран с общата амнистия от 12 април 1904 година[12]

Починали в Попадия
- Димитър Тенев Шиваров, български военен деец, подпоручик, загинал през Първата световна война[13]
- Кръстю, четник на ВМОРО от Барешани, загинал в 1902 година в Попадия[14]
- Христо от Ващарани, деец на ВМОРО, загинал при Попадия[15]